# 2004年日本グランプリ (4輪)
2004年日本グランプリ ( Fuji Television Japanese Grand Prix) は、2004年F1世界選手権の第17戦として、2004年（平成16年）10月10日に鈴鹿サーキットで開催された。

## 概要
2004年シーズンはすでにドライバーズ/コンストラクターズ両選手権ともチャンピオンが決定しており、注目点はB・A・Rとルノーのコンストラクターズ2位争いであった。B・A・Rの佐藤琢磨はアメリカGPで自身初の3位表彰台を経験しており、1990年日本GPの鈴木亜久里以来となる日本GPでの表彰台獲得が期待された。
トヨタは母国レースを迎えるにあたり、リカルド・ゾンタに替えて2005年の正ドライバーに内定しているヤルノ・トゥルーリを前倒しで起用。あわせて最終戦ブラジルGPはトゥルーリとゾンタのラインナップを組むと発表した。この結果、オリビエ・パニスは日本GPがレースドライバーとしての最終レースになった。

## スケジュール変更

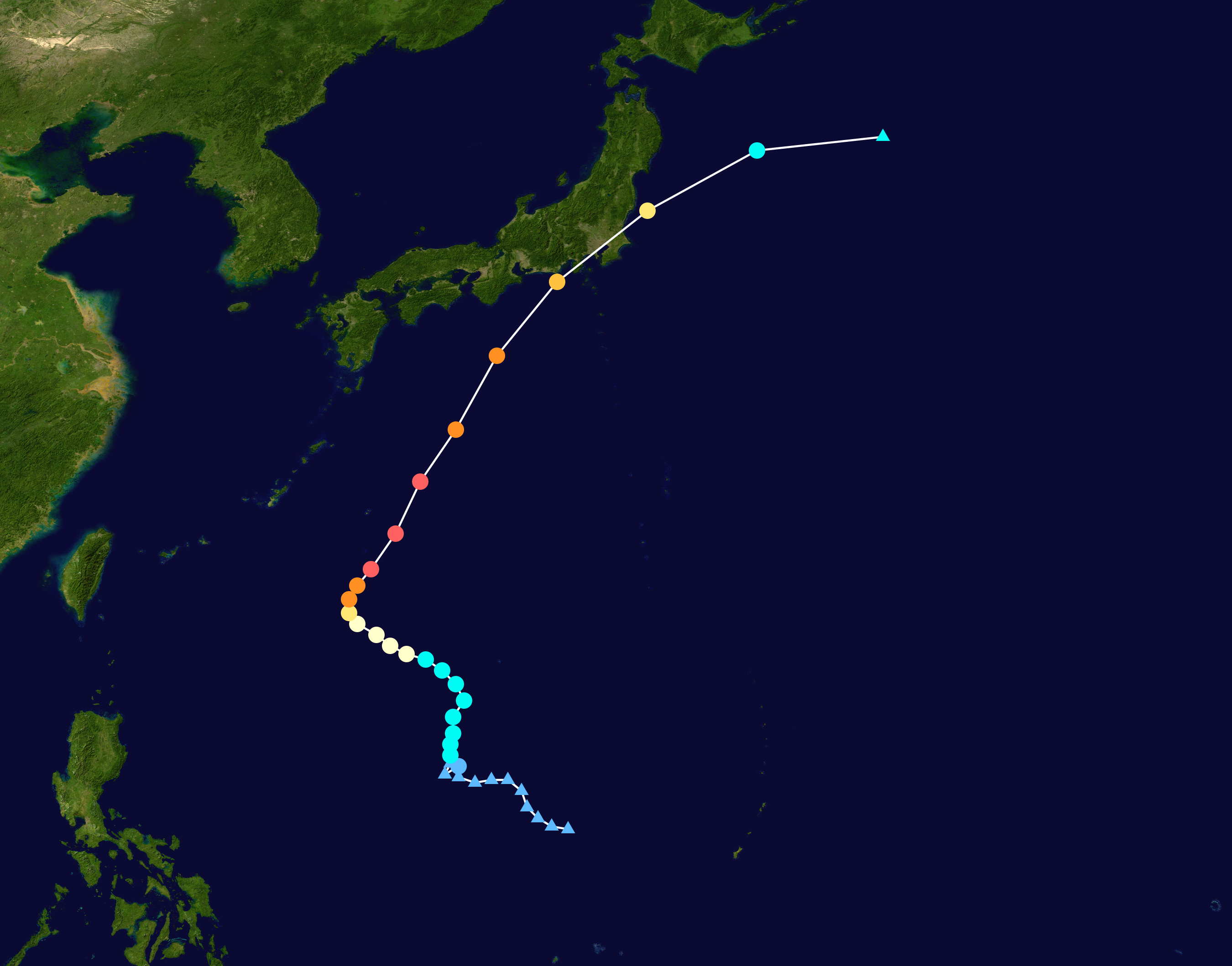
台風22号の進路

金曜日のフリー走行は台風22号の接近によりヘビーウェットコンディションで行われた。台風が土曜午後に紀伊半島を直撃するおそれがあったため、土曜日のフリー走行と予選をすべてキャンセルし、日曜日午前9時から予選2セッション、午後2時30分から決勝を同日開催するという変則スケジュールに変更された。自然現象による日程の延期はF1世界選手権史上初めてのケースとなった。これに伴い、日曜午前中のサポートレースは中止となった。
ヨーロッパの人々には「台風 (Typhoon) 」という言葉自体なじみが薄く、ブリヂストンタイヤはプレスリリースの中でそれについて説明した。各チームは強風に備えてピット機材を撤収し、サーキットは金曜夜から完全に閉鎖された。台風の進路が東に逸れたため大きな被害はなく、土曜午後には天候も回復し、午後5時には入場ゲートが開門された。

## 予選

### 予選展開
日曜朝のプレクオリファイ (PQ) 開始時、雨は止んだものの路面はまだ濡れており、浅溝のレインタイヤを履いてタイムアタックが行われた。アタック順が後になるほど路面が乾いていくため、前戦中国GPで成績が悪かった者が有利になった。今回復帰したため最終出走となったトゥルーリがトップタイムを記録。2位は12番出走のミハエル・シューマッハ（フェラーリ）、3位は18番出走のラルフ・シューマッハ（ウィリアムズ）、4位は10番出走のマーク・ウェバー（ジャガー）。
Q2は路面が所々濡れているものの、ドライタイヤでの走行が可能になった。セッション終盤にウェバー、ラルフ・シューマッハがトップタイムを記録すると、続けて登場したミハエル・シューマッハが弟のタイムを0.5秒縮めて今季8回目のポールポジションを獲得した。中国GPで優勝したルーベンス・バリチェロ（フェラーリ）はシケインでオーバーランして15位。ほかにフェルナンド・アロンソ（ルノー）、キミ・ライコネン（マクラーレン）、ファン・パブロ・モントーヤ（ウィリアムズ）
といった有力選手も10位以下に沈んだ。15番出走の佐藤はシケインで大きくスライドしたものの、セカンドロウの4番グリッドを獲得した。

### 予選結果
| 順位 | No | ドライバー                 | チーム                  | Q2タイム | 差      | Q1順位 | Q1タイム |
| ---- | -- | -------------------------- | ----------------------- | -------- | ------- | ------ | -------- |
| 1    | 1  | ミハエル・シューマッハ     | フェラーリ              | 1'33.542 | —       | 2      | 1'38.397 |
| 2    | 4  | ラルフ・シューマッハ       | ウィリアムズ-BMW        | 1'34.032 | +0.490  | 3      | 1'38.864 |
| 3    | 14 | マーク・ウェバー           | ジャガー-コスワース     | 1:34.571 | +1.029  | 4      | 1'39.170 |
| 4    | 10 | 佐藤琢磨                   | B・A・R-ホンダ          | 1'34.897 | +1.355  | 6      | 1'40.135 |
| 5    | 9  | ジェンソン・バトン         | B・A・R-ホンダ          | 1'35.157 | +1.615  | 10     | 1'41.423 |
| 6    | 16 | ヤルノ・トゥルーリ         | トヨタ                  | 1'35.213 | +1.671  | 1      | 1'37.716 |
| 7    | 11 | ジャンカルロ・フィジケラ   | ザウバー-ペトロナス     | 1'36.136 | +2.594  | 7      | 1'40.151 |
| 8    | 5  | デビッド・クルサード       | マクラーレン-メルセデス | 1'36.156 | +2.614  | 9      | 1'41.126 |
| 9    | 7  | ジャック・ヴィルヌーヴ     | ルノー                  | 1'36.274 | +2.732  | 13     | 1'41.857 |
| 10   | 17 | オリビエ・パニス           | トヨタ                  | 1'36.420 | +2.878  | 5      | 1'40.029 |
| 11   | 8  | フェルナンド・アロンソ     | ルノー                  | 1'36.663 | +3.458  | 15     | 1'42.056 |
| 12   | 6  | キミ・ライコネン           | マクラーレン-メルセデス | 1'36.820 | +3.278  | 11     | 1'41.517 |
| 13   | 3  | ファン・パブロ・モントーヤ | ウィリアムズ-BMW        | 1'37.653 | +4.111  | 18     | 1'44.370 |
| 14   | 15 | クリスチャン・クリエン     | ジャガー-コスワース     | 1'38.258 | +4.716  | 14     | 1'42.054 |
| 15   | 2  | ルーベンス・バリチェロ     | フェラーリ              | 1'38.637 | +5.458  | 8      | 1'41.001 |
| 16   | 18 | ニック・ハイドフェルド     | ジョーダン-フォード     | 1'41.953 | +8.411  | 16     | 1'42.434 |
| 17   | 19 | ティモ・グロック           | ジョーダン-フォード     | 1'43.533 | +9.991  | 17     | 1'43.682 |
| 18   | 20 | ジャンマリア・ブルーニ     | ミナルディ-コスワース   | 1'48.069 | +14.527 | 19     | 1'45.415 |
| 19   | 21 | ゾルト・バウムガルトナー   | ミナルディ-コスワース   | no time  | no time | 20     | no time  |
| 20   | 12 | フェリペ・マッサ           | ザウバー-ペトロナス     | no time  | no time | 12     | 1'41.707 |

- 予選は土曜のセッションが悪天候のため中止となり、日曜の午前に行われた。

## 決勝

### 展開
日曜午後の鈴鹿サーキット上空は、台風一過の晴天。気温は27度、路面温度は33度まで上昇しており、この週末初めてのドライコンディションとなった。各チームはドライ用のセッティングを煮詰められないまま決勝に臨むことになった。
スタートではフロントローに並んだシューマッハ兄弟が順当なスタートを切る。予選3位のウェバーは加速が鈍り、予選5位のバトンが1コーナーまでに3番手に浮上した。オープニングラップ終了時の順位はミハエル（フェラーリ）、ラルフ（ウィリアムズ）、バトン（B・A・R）、佐藤（B・A・R）、トゥルーリ（トヨタ）、ウェバー（ジャガー）、クルサード（マクラーレン）、ヴィルヌーヴ（ルノー）。
B・A・Rはピットストップ戦略をバトン2回、佐藤3回と分けており、佐藤は搭載燃料が重いバトンに前を塞がれてペースを上げられない。7周目、S字コーナー区間でバトンの前に出たが、すでに2位ラルフとの差は9秒まで開いていた。
先頭争いはラルフが兄の後ろに食い下がったが、それはスタート時の燃料が軽かったためで、9周目には真っ先にピットストップに飛び込む。ミハエルは13周目まで引っ張り、1回目のピットストップが終わると、ふたりの間には16秒以上の差が開いた。
3・4位のB・A・R勢の後方ではクルサード、フィジケラ、モントーヤ、アロンソ、バリチェロら中団の争いが激しくなる。トゥルーリはタイヤのデグラデーションに苦しみ、徐々に順位を落とした。21周目、ウェバーはシートの熱が上昇し、臀部をやけどするという奇妙な理由でリタイアした。
予選を失敗したバリチェロはファステストラップを記録しながらポジションを挽回。38周目のシケインで5位クルサードのインを突いたが、進入ラインをかぶせてきたクルサードと接触。2台ともサスペンションにダメージを受けてピットでリタイアした。バリチェロは今回が2004年シーズン唯一のリタイアとなった。
ミハエル・シューマッハは53周全てをトップで周回し、ポール・トゥ・ウィンで今季13勝目を達成した。レース後のコメントでは「F1史上初めてポールポジションと勝利を同じ日に獲得できたのは光栄だ」と語った。また、これが日本GPにおける最後の勝利（6勝目）となった。弟のラルフはアメリカGPの負傷による欠場から前戦中国GPで復帰し、鈴鹿で今季初の表彰台となった（失格のカナダGPは除く）。
佐藤はスタートの出遅れが響き、レース中には肩の古傷の痛みも再発し、バトンに次ぐ4位で表彰台獲得はならなかった。B・A・Rは3戦連続ダブル入賞となり、最終戦を残してルノーに16点差をつけ、コンストラクターズ2位確保へ一歩近づいた。

### 結果
| 順位     | No | ドライバー                 | チーム                  | 周回 | タイム         | グリッド | ポイント |
| -------- | -- | -------------------------- | ----------------------- | ---- | -------------- | -------- | -------- |
| 1        | 1  | ミハエル・シューマッハ     | フェラーリ              | 53   | 1:24:26.985    | 1        | 10       |
| 2        | 4  | ラルフ・シューマッハ       | ウィリアムズ-BMW        | 53   | +14.098        | 2        | 8        |
| 3        | 9  | ジェンソン・バトン         | B・A・R-ホンダ          | 53   | +19.662        | 5        | 6        |
| 4        | 10 | 佐藤琢磨                   | B・A・R-ホンダ          | 53   | +31.781        | 4        | 5        |
| 5        | 8  | フェルナンド・アロンソ     | ルノー                  | 53   | +37.767        | 11       | 4        |
| 6        | 6  | キミ・ライコネン           | マクラーレン-メルセデス | 53   | +39.362        | 12       | 3        |
| 7        | 3  | ファン・パブロ・モントーヤ | ウィリアムズ-BMW        | 53   | +55.347        | 13       | 2        |
| 8        | 11 | ジャンカルロ・フィジケラ   | ザウバー-ペトロナス     | 53   | +56.276        | 7        | 1        |
| 9        | 12 | フェリペ・マッサ           | ザウバー-ペトロナス     | 53   | +1:29.656      | 19       |          |
| 10       | 7  | ジャック・ヴィルヌーヴ     | ルノー                  | 52   | +1 Lap         | 9        |          |
| 11       | 16 | ヤルノ・トゥルーリ         | トヨタ                  | 52   | +1 Lap         | 6        |          |
| 12       | 15 | クリスチャン・クリエン     | ジャガー-コスワース     | 52   | +1 Lap         | 14       |          |
| 13       | 18 | ニック・ハイドフェルド     | ジョーダン-フォード     | 52   | +1 Lap         | 16       |          |
| 14       | 17 | オリビエ・パニス           | トヨタ                  | 51   | +2 Lap         | 10       |          |
| 15       | 19 | ティモ・グロック           | ジョーダン-フォード     | 51   | +2 Lap         | 17       |          |
| 16       | 20 | ジャンマリア・ブルーニ     | ミナルディ-コスワース   | 50   | +3 Lap         | 18       |          |
| リタイア | 21 | ゾルト・バウムガルトナー   | ミナルディ-コスワース   | 41   | スピン         | 20       |          |
| リタイア | 5  | デビッド・クルサード       | マクラーレン-メルセデス | 38   | 接触           | 8        |          |
| リタイア | 2  | ルーベンス・バリチェロ     | フェラーリ              | 38   | 接触           | 15       |          |
| リタイア | 14 | マーク・ウェバー           | ジャガー-コスワース     | 20   | オーバーヒート | 3        |          |

- ラップリーダー：ミハエル・シューマッハ 53 (1-53)

## 第17戦終了時点でのランキング
- 太字はワールドチャンピオン

| 順位 | ドライバー                 | ポイント |
| ---- | -------------------------- | -------- |
| 1    | ミハエル・シューマッハ     | 146      |
| 2    | ルーベンス・バリチェロ     | 108      |
| 3    | ジェンソン・バトン         | 85       |
| 4    | フェルナンド・アロンソ     | 54       |
| 5    | ファン・パブロ・モントーヤ | 48       |

| 順位 | コンストラクター        | ポイント |
| ---- | ----------------------- | -------- |
| 1    | フェラーリ              | 254      |
| 2    | B・A・R-ホンダ          | 116      |
| 3    | ルノー                  | 100      |
| 4    | ウィリアムズ-BMW        | 74       |
| 5    | マクラーレン-メルセデス | 61       |

- 注：ドライバー、コンストラクター共にトップ5のみ表示。